# Stazione di Karuizawa
La Stazione di Karuizawa (軽井沢駅?, Karuizawa-eki) è una stazione ferroviaria della città di Karuizawa, nella prefettura di Nagano della regione del Kantō utilizzata dai servizi Shinkansen e dalla ferrovia privata Shinano.

## Linee
- East Japan Railway Company
  - ■ Hokuriku Shinkansen
- Ferrovie Shinano
  - ■ Linea Shinano per Nagano